# Lijst van prijzen en nominaties ontvangen door Linkin Park
Linkin Park is een rockband uit Agoura Hills, Californië. Oorspronkelijk in 1996 als Xero opgericht door de vrienden Brad Delson en Mike Shinoda, bestaat het nu naast Delson en Shinoda uit Rob Bourdon, Joseph Hahn, Dave "Phoenix" Farrell en Chester Bennington. De band werd is bekend door nummers als In the End, Numb/Encore en recent New Divide. De band heeft sinds de oprichting wereldwijd meer dan 50 miljoen albums verkocht en twee Grammy's gewonnen. Het brak in 2000 door met het debuutalbum Hybrid Theory, dat de diamanten status kreeg in de Verenigde Staten. De band werkt op het moment aan het vierde studioalbum.
Met het tweede studioalbum Meteora ging de band verder met de mainstream nu-metal-en raprockgenre waarmee de band op Hybrid Theory beroemd werd. Op het in 2007 uitgebrachte Minutes to Midnight ging de band een andere richting op, waar de nadruk op experimenteren met andere muziekstijlen lag. Linkin Park heeft in het verleden met verschillende artiesten gewerkt, waaronder Jay-Z en Busta Rhymes.

## American Music Awards
De American Music Awards worden uitgereikt voor uitmuntende prestaties in de platenindustrie. Linkin Park heeft in totaal vijf prijzen ontvangen uit acht nominaties.
| Jaar | Nominatie           | Prijs                                 | Uitslag     |
| ---- | ------------------- | ------------------------------------- | ----------- |
| 2003 | Linkin Park         | Favorite Alternative Artist           | Genomineerd |
| 2003 | Linkin Park         | Favorite Pop/Rock Band, Duo, or Group | Genomineerd |
| 2004 | Linkin Park         | Favorite Alternative Artist           | Gewonnen    |
| 2007 | Linkin Park         | Favorite Alternative Artist           | Gewonnen    |
| 2007 | Linkin Park         | Favorite Pop/Rock Band, Duo, or Group | Gewonnen    |
| 2007 | Minutes to Midnight | Favorite album                        | Genomineerd |
| 2008 | Linkin Park         | Favorite Alternative Rock Artist      | Gewonnen    |

## Grammy Awards
De Grammy Awards worden jaarlijks uitgereikt door de National Academy of Recording Arts and Sciences. Linkin Park heeft twee prijzen ontvangen uit zes nominaties.
| Jaar | Nominatie                                                         | Prijs                              | Uitslag     |
| ---- | ----------------------------------------------------------------- | ---------------------------------- | ----------- |
| 2002 | Crawling                                                          | Best Hard Rock Performance         | Gewonnen    |
| 2002 | Hybrid Theory                                                     | Best Rock Album                    | Genomineerd |
| 2002 | Linkin Park                                                       | Best New Artist                    | Genomineerd |
| 2003 | Session                                                           | Best Rock Instrumental Performance | Genomineerd |
| 2006 | Numb/Encore                                                       | Best Rap/Sung Collaboration        | Gewonnen    |
| 2010 | What I've Done (Road to Revolution: Live at Milton Keynes-versie) | Best Hard Rock Performance         | Genomineerd |

## MTV Europe Music Awards
De MTV Europe Music Awards werd in 1994 door MTV Europe opgericht om de meest populaire videoclips te prijzen. Linkin Park verkreeg vijf prijzen uit elf nominaties.
| Jaar | Nominatie           | Prijs                        | Uitslag     |
| ---- | ------------------- | ---------------------------- | ----------- |
| 2002 | Linkin Park         | Best Hard Rock               | Gewonnen    |
| 2002 | Linkin Park         | Best Group                   | Gewonnen    |
| 2003 | Linkin Park         | Best Rock                    | Genomineerd |
| 2004 | Linkin Park         | Best Rock                    | Gewonnen    |
| 2007 | Linkin Park         | Band                         | Gewonnen    |
| 2007 | Minutes to Midnight | Album                        | Genomineerd |
| 2007 | Linkin Park         | Rock Out                     | Genomineerd |
| 2008 | Linkin Park         | Rock Out                     | Genomineerd |
| 2008 | Linkin Park         | Headliner                    | Genomineerd |
| 2009 | Linkin Park         | Best Rock                    | Genomineerd |
| 2009 | Linkin Park         | Best World Stage Performance | Gewonnen    |

## MTV Asia Awards
De MTV Asia Awards is een jaarlijkse Aziatische prijsceremonie dat in 2002 voor het eerst werd gehouden. Linkin Park verkreeg zes prijzen uit zeven nominaties.
| Jaar | Nominatie          | Prijs                                  | Uitslag     |
| ---- | ------------------ | -------------------------------------- | ----------- |
| 2002 | Linkin Park        | Favorite Breakthrough Artist           | Gewonnen    |
| 2003 | Pts.OF.Athrty      | Favorite Video                         | Gewonnen    |
| 2003 | Linkin Park        | Favorite Alternative Artist            | Gewonnen    |
| 2004 | Breaking the Habit | Favorite Video                         | Gewonnen    |
| 2004 | Linkin Park        | Favorite Rock Act                      | Gewonnen    |
| 2008 | Linkin Park        | Favourite International Artist of Asia | Gewonnen    |
| 2008 | Linkin Park        | Bring Da House Down                    | Genomineerd |

## MTV Video Music Awards
De MTV Video Music Awards werd door MTV in 1984 opgericht om de beste videoclips uit dat jaar te prijzen. Linkin Park verkreeg vier prijzen uit dertien nominaties.
| Jaar | Nominatie          | Prijs                           | Uitslag     |
| ---- | ------------------ | ------------------------------- | ----------- |
| 2001 | Crawling           | Best Direction in a Video       | Genomineerd |
| 2001 | Crawling           | Best Rock Video                 | Genomineerd |
| 2002 | In the End         | Best Rock Video                 | Gewonnen    |
| 2002 | In the End         | Video of the Year               | Genomineerd |
| 2002 | In the End         | Best Group Video                | Genomineerd |
| 2003 | Somewhere I Belong | Best Rock Video                 | Gewonnen    |
| 2004 | Breaking the Habit | Viewer's Choice Award           | Gewonnen    |
| 2007 | What I've Done     | Editing in a Video              | Genomineerd |
| 2007 | What I've Done     | Best Director                   | Genomineerd |
| 2007 | Linkin Park        | Best Group                      | Genomineerd |
| 2008 | Shadow of the Day  | Best Rock Video                 | Gewonnen    |
| 2008 | Shadow of the Day  | Best Direction in a Video       | Genomineerd |
| 2008 | Bleed It Out       | Best Special Effects in a Video | Genomineerd |

## MTV Video Music Awards Japan
De MTV Video Music Awards begon in 2002. Linkin Park verkreeg vier prijzen uit dertien nominaties.
| Jaar | Nominatie           | Prijs                  | Uitslag     |
| ---- | ------------------- | ---------------------- | ----------- |
| 2002 | Linkin Park         | Best New Artist        | Genomineerd |
| 2003 | Meteora             | Album of the Year      | Genomineerd |
| 2003 | Somewhere I Belong  | Best Rock Video        | Genomineerd |
| 2005 | Breaking the Habit  | Best Group Video       | Gewonnen    |
| 2005 | Breaking the Habit  | Best Rock Video        | Genomineerd |
| 2005 | Jay-Z / Linkin Park | Best Collaboration     | Gewonnen    |
| 2008 | What I've Done      | Best Rock Video        | Genomineerd |
| 2008 | What I've Done      | Best Video from a Film | Genomineerd |

## IFPI Platinum Europe Awards
| Jaar | Nominatie           | Prijs                        | Uitslag  |
| ---- | ------------------- | ---------------------------- | -------- |
| 2001 | Hybrid Theory       | One Million European Sales   | Gewonnen |
| 2001 | Hybrid Theory       | Two Million European Sales   | Gewonnen |
| 2003 | Hybrid Theory       | Three Million European Sales | Gewonnen |
| 2003 | Meteora             | One Million European Sales   | Gewonnen |
| 2004 | Meteora             | Two Million European Sales   | Gewonnen |
| 2007 | Minutes to Midnight | One Million European Sales   | Gewonnen |
| 2008 | Live in Texas       | One Million European Sales   | Gewonnen |
| 2009 | Hybrid Theory       | Four Million European Sales  | Gewonnen |

## TMF Awards
De TMF Awards is een jaarlijks prijzengala dat wordt uitgezonden door zowel TMF Nederland als TMF Vlaanderen. In de Belgische editie heeft Linkin Park twee nominaties ontvangen.
| Jaar | Nominatie           | Prijs      | Uitslag     |
| ---- | ------------------- | ---------- | ----------- |
| 2007 | Minutes to Midnight | Best Album | Genomineerd |
| 2007 | Linkin Park         | Best Rock  | Genomineerd |

## Much MusicAwards
De Much Music Awards is een jaarlijks prijzengala dat wordt uitgezonden door Channel V. Linkin Park heeft uit de enige nominatie de prijs gewonnen.
| Jaar | Nominatie    | Prijs                          | Uitslag  |
| ---- | ------------ | ------------------------------ | -------- |
| 2008 | Bleed It Out | Best International Video Group | Gewonnen |

## Billboard-jaarlijsten
Eind 2009 bracht Billboard verschillende jaar- en decenniumlijsten uit. Linkin Park stond op de negentiende positie in de beste honderd artiesten van de eeuw, waarmee het, achter Nickelback en Creed, de op twee na beste rockgroep is. De band was de derde best verkopende artiest van de jaren 00-10. Verder was de groep de best presterende artiest in de Billboard Mainstream Rock Tracks- en Modern Rock Tracks-lijsten met dertien nummer 1-noteringen en een duur van 84 weken in deze lijsten. Daarnaast had de band vijf albums in de Billboard 200-decenniumlijst staan en was hiermee de best genoteerde rockartiest.
| Jaar | Werk                | Lijst                           | Piek |
| ---- | ------------------- | ------------------------------- | ---- |
| 2009 | Linkin Park         | Billboard Artists of the Decade | #19  |
| 2009 | Linkin Park         | Hot 100 Artist                  | #56  |
| 2009 | Linkin Park         | Billboard 200 Album Artist      | #5   |
| 2009 | Linkin Park         | Radio Songs Artist              | #50  |
| 2009 | Linkin Park         | Hot Digital Song Artist         | #36  |
| 2009 | Linkin Park         | Rock Songs Artist               | #1   |
| 2009 | Linkin Park         | Alternative Songs Artist        | #1   |
| 2009 | Hybrid Theory       | Billboard 200 Album             | #11  |
| 2009 | Meteora             | Billboard 200 Album             | #36  |
| 2009 | Minutes to Midnight | Billboard 200 Album             | #154 |
| 2009 | In the End          | Radio Songs                     | #65  |
| 2009 | What I've Done      | Hot Digital Songs               | #95  |
| 2009 | In the End          | Pop Songs                       | #36  |
| 2009 | In the End          | Rock Songs                      | #2   |
| 2009 | Faint               | Rock Songs                      | #13  |
| 2009 | Numb                | Rock Songs                      | #22  |
| 2009 | Somewhere I Belong  | Rock Songs                      | #33  |
| 2009 | One Step Closer     | Rock Songs                      | #43  |
| 2009 | Crawling            | Rock Songs                      | #45  |
| 2009 | What I've Done      | Rock Songs                      | #77  |
| 2009 | Breaking the Habit  | Rock Songs                      | #84  |
| 2009 | In the End          | Alternative Songs               | #2   |
| 2009 | Faint               | Alternative Songs               | #8   |
| 2009 | Numb                | Alternative Songs               | #15  |
| 2009 | Somewhere I Belong  | Alternative Songs               | #24  |